# Čiflik (Štip)
Čiflik (makedonsky: Чифлик) je vesnice v Severní Makedonii. Nachází se v opštině Štip ve Východním regionu.

## Geografie
Vesnice se nachází na východních svazích hory Plačkovica, 20 km jižně od města Štip. Leží v nadmořské výšce 670 metrů.

## Demografie
Podle sčítání lidu z roku 2002 žije ve vesnici 7 obyvatel, všichni jsou makedonské národnosti.
| Rok          | 1900 | 1905 | 1953 | 1961 | 1971 | 1981 | 1991 | 1994 | 2002 |
| ------------ | ---- | ---- | ---- | ---- | ---- | ---- | ---- | ---- | ---- |
| Obyvatelstvo | 100  | 98   | 88   | 88   | 50   | 24   | 7    | 9    | 7    |